# Stenberga kyrka
Stenberga kyrka är en kyrkobyggnad i Stenberga. Den är församlingskyrka i Nye, Näshult och Stenberga församling i Växjö stift. 

## Kyrkobyggnaden
Kyrkan som är byggd i trä har medeltida anor. Genom virke i takstolen är den genom Dendrokronologisk  analys daterat till 1332. Byggnaden består av ett  långhus med ett rakt avslutande kor i öster. Såväl långhuset som koret är  timrade och klädda med kluven vitmålad spån. 
Det  branta sadeltaket är täckt med kluven,tjärad spån. Långhuset med de stora rundbågsfönstren fick sin nuvarande form 1878. Ursprungligen var takstolen öppen och huvudingången förlagd till sydväst. Under medeltiden försågs väggarna med figurmålningar och ett altarskåp införskaffades. Sakristian som är uppförd på norra sidan i anslutning till koret är uppförd i sten och troligen tillkommen under medeltiden. Den är   tunnvälvd med gallerförsett fönster. I sydväst finns en inmurad uppgång till predikstolen. . 
Sydväst om kyrkan fanns tidigare en klockstapel som 1760 antändes av blixten vid ett åskoväder. 1762 uppfördes den nuvarande  stentornet i väster med anslutning till långhuset. I tornets nederdel där vapenhuset finns är huvudingången belägen. Kyrkdörren är från 1700-talet med smidet troligen från medeltiden.Tornet avslutas med en åttkantig  lanternin  i två våningar.Taket är hjälmformat och avslutas med en korsglob. 
I lanterninen hänger kyrkans båda klockor. Storklockan är omgjuten 1763 av Elias Fries Thoresson i Jönköping, och lillklockan  gjuten 1920 av Kristian Georg Magnus Bergholtz i Stockholm.
Kyrkan har genomgått två genomgripande restaureringar 1822-1825 samt 1954-1955.Vid restaureringen 1822-1825 fick kyrkan en nyklassicistisk prägel, medan man 1954 -1955 sökte återställa den till sin ursprungliga gestalt.

## Interiör
- Väggarnas timmerstomme är fullt synlig och vitmålad. Tak i långhus och kor är plana och består av grågrönt målade bräder av varierande bredder. Längs taket löper en målad palmettfris, som torde ha tillkommit samtidigt som de ännu bevarade blå draperingarna från 1778 kring läktarfönstren. I höjd med läktaren i väster har spår av medeltida figurmålningar tagits fram.
- Korbågen som sannolikt tillkom på 1820-talet är fodrad med grå panel. I bågen hänger ett krucifix  från 1300-talet.
- I koret finns två helgonbilder föreställande Erik den helige och den helige Erasmus. Under korgolvet finns två gravkammare tillhöriga släkterna Rääf och Croneborg på Salshult respektive Hasslås säterier.
- Altartavlan är målad 1823 av professor Johan Gustaf Sandberg vid Konstakademin och föreställer ”Nedertagande av Jesu kropp från korset”.
- Altarringen i gustaviansk stil och predikstolen och dess ljudtak i långhusets nordöstra hörn är samtida samt identisk i stil och färgsättning och tillkom 1829.
- Dopfunten i trä är tillverkad under 1600-talet.
- Den slutna bänkinredningen är åtminstone till det yttre bevarad sedan 1600-talet och utmärks av sin renässansstil. Invändigt ombyggdes bänkarna 1954-55. Gavlarna pryds av  pilastrar med ömsom växtdekor och ömsom räfflor. Nedtill är de numrerade och upptill bär de gårdarnas namn och speglar även uppdelningen i mans- och kvinnosida. De främre bänkdörrarna är knutna till Salshult och bär Stålhammars respektive Drakes släktvapen samt årtalet 1702. I korets östra hörn finns en pig- respektive drängbänk tillhöriga samma gods.
- På  norra väggen hänger ett medeltida altarskåp tillverkat i Holland under 1400-talets fjärde hälft.I skåpets mitt finns Marias föräldrar Sankt Anna och Joakim avbildade stående vid den gyllene porten. Nio av de tolv apostlarna har försvunnit och ersatts av nya.
- Ett krucifix från 1600-talet pryder södra långhusväggen . Där har också ett par  begravningsvapen  sin plats tillhöriga Axel Rääf, Salshult, död 1685 och Benjamin Magnus Cronobourgh död 1677.
- 1735 byggdes läktaren som dekorerades av Anders Boldt från Myresjö

## Bildgalleri

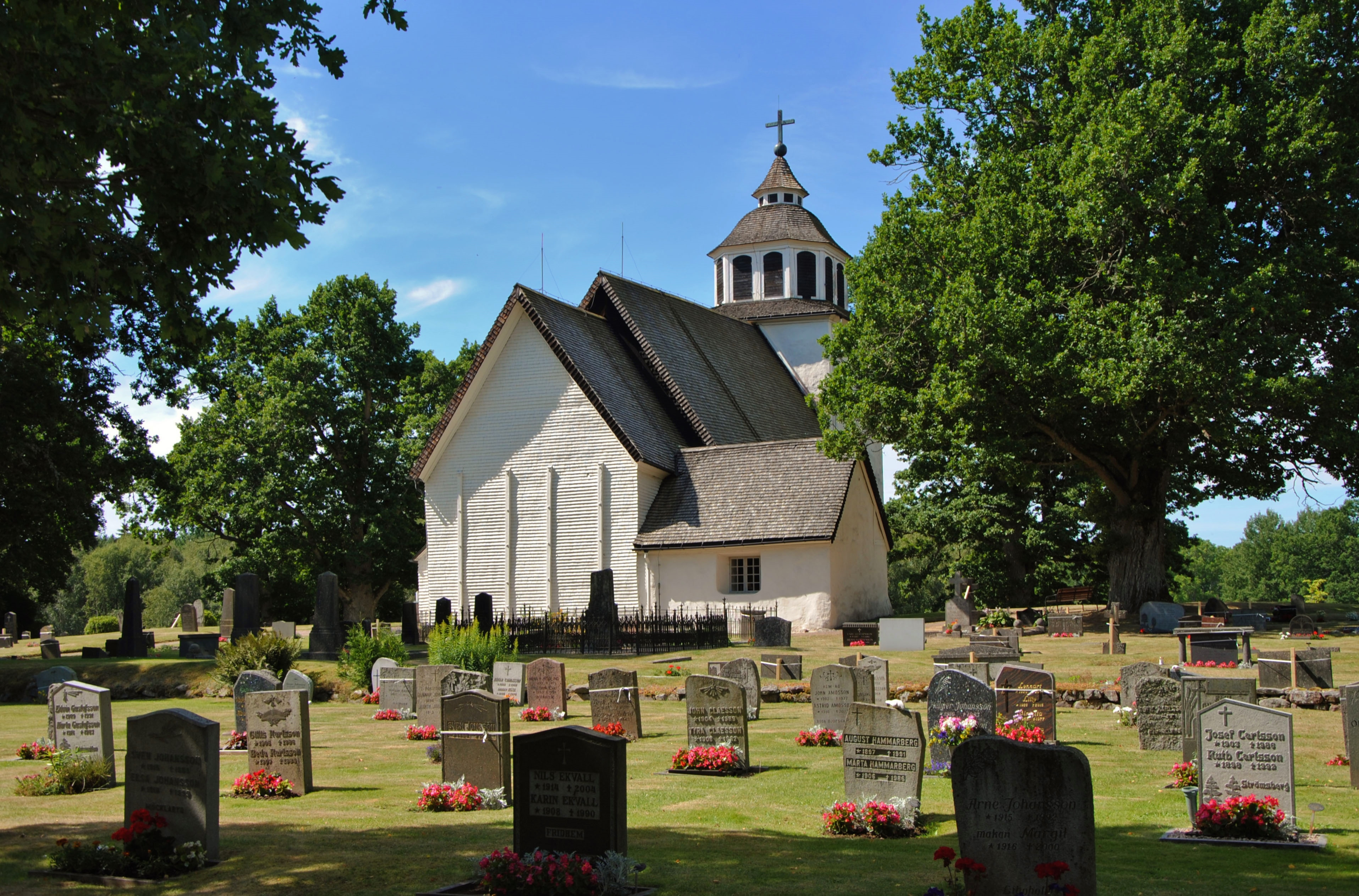
Exteriör från nordöst
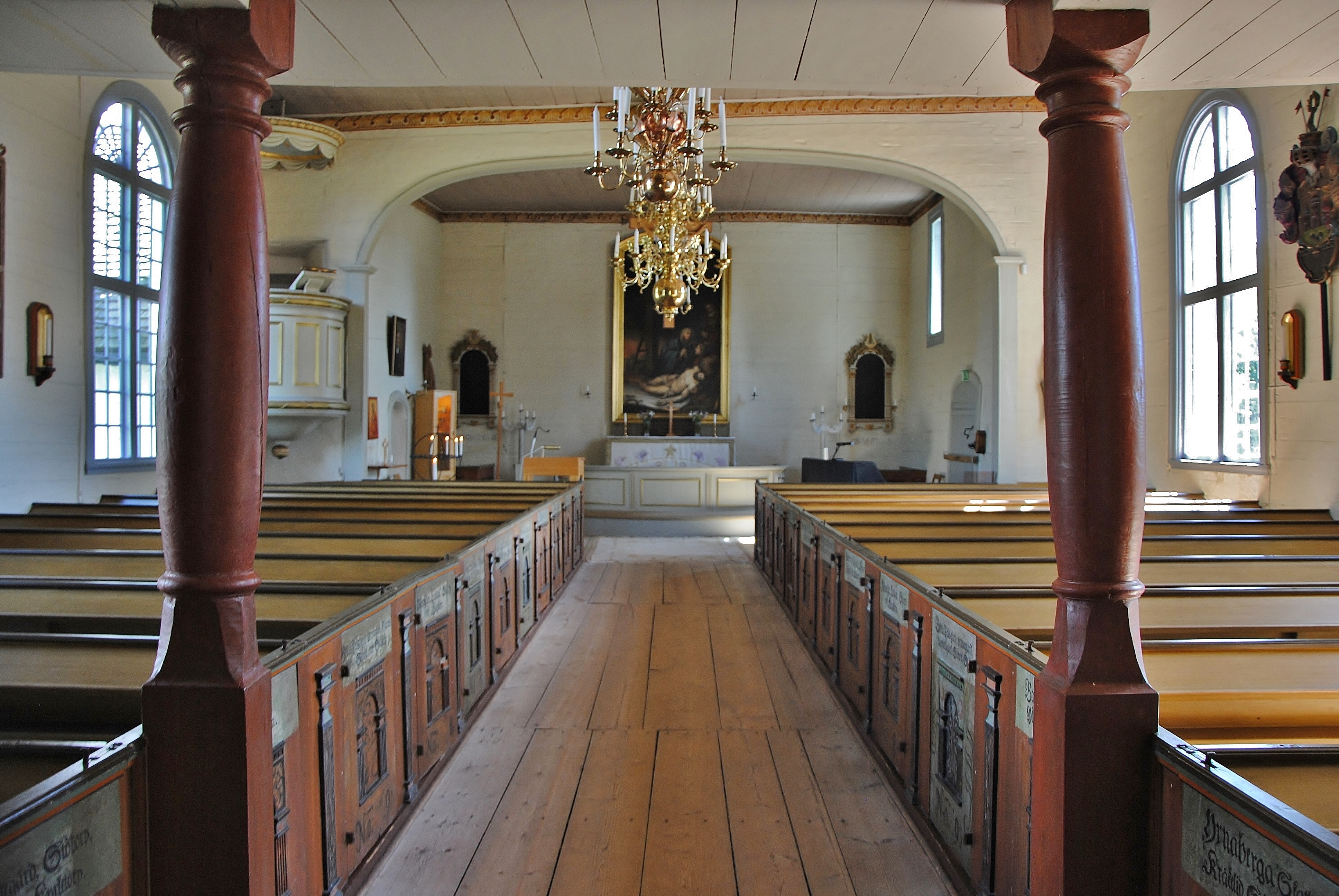
Interiör mot öster
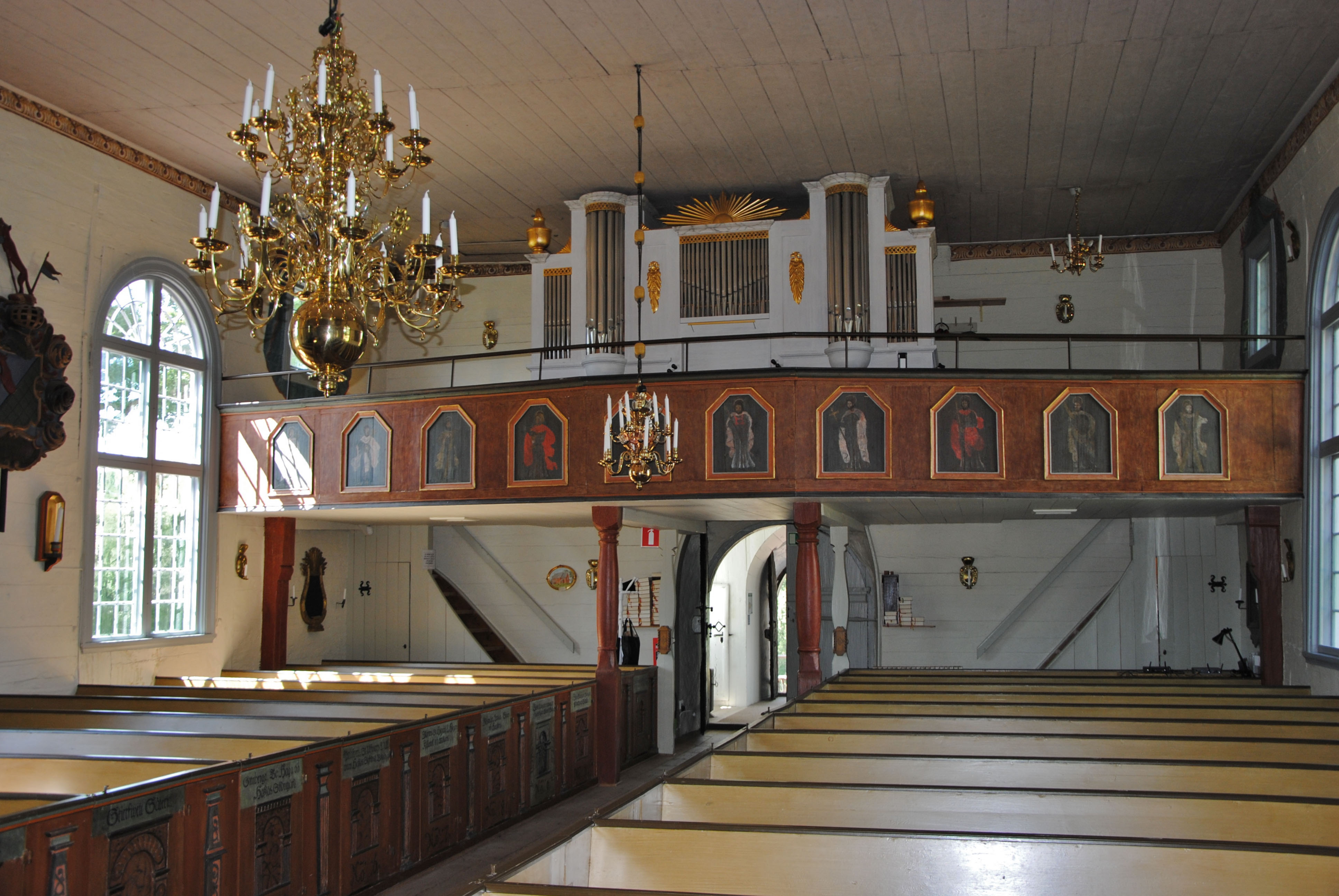
Interiör med läktaren  som dekorerats av Anders Boldt
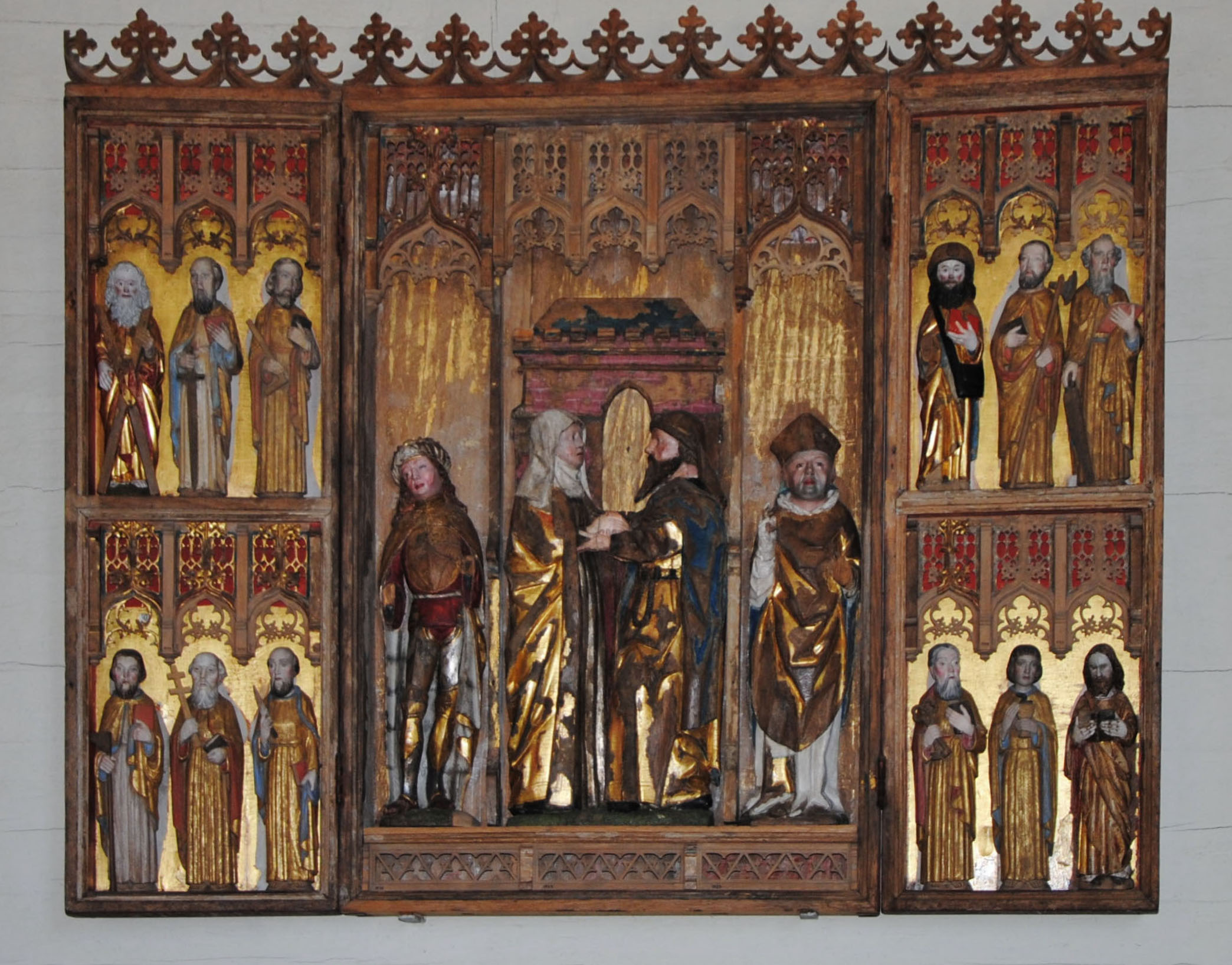
Altarskåpet från 1400-talet
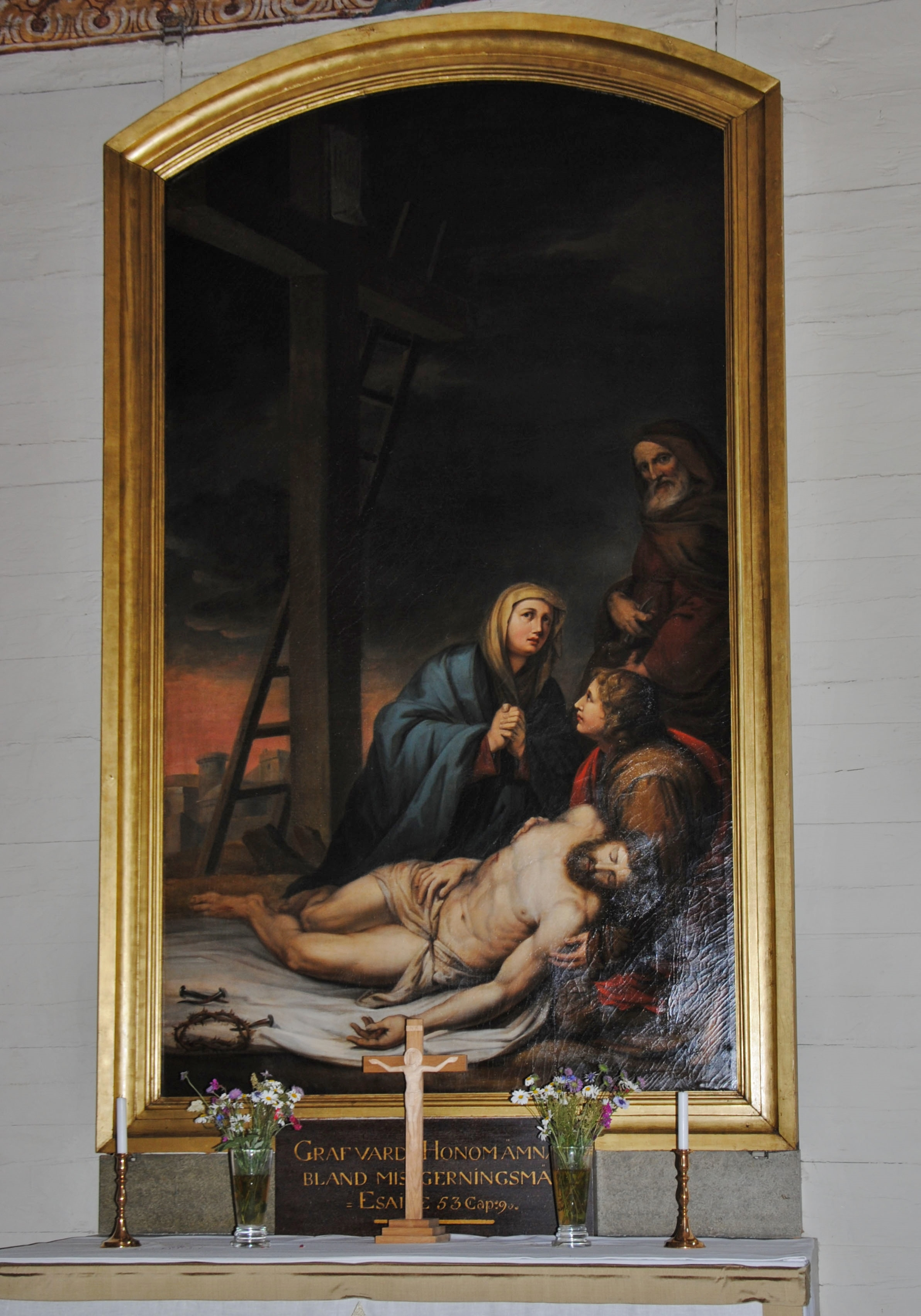
Altartavlan av J G Sandberg
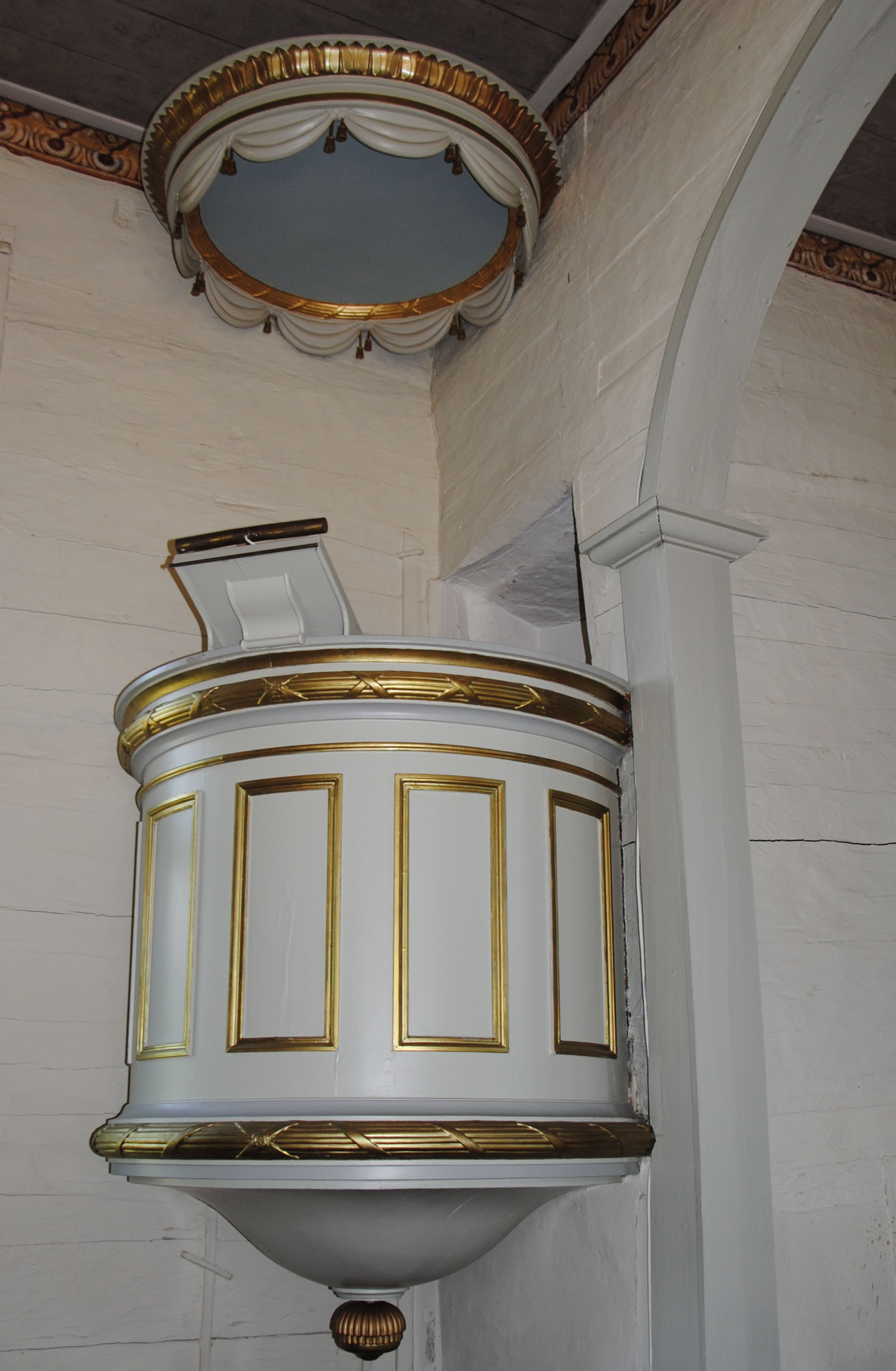
Den gustavianska predikstolen
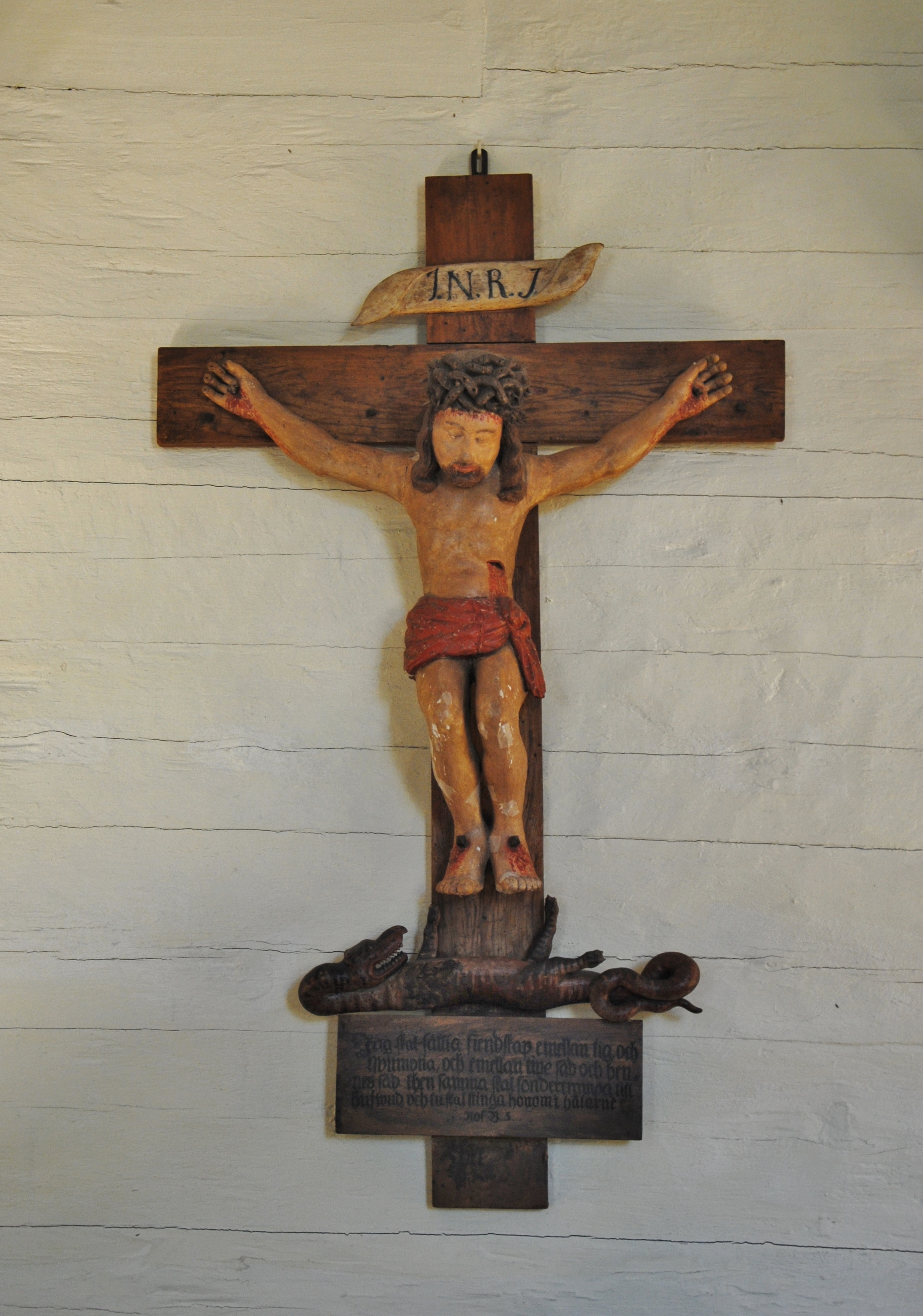
Krucifix från 1600-talet
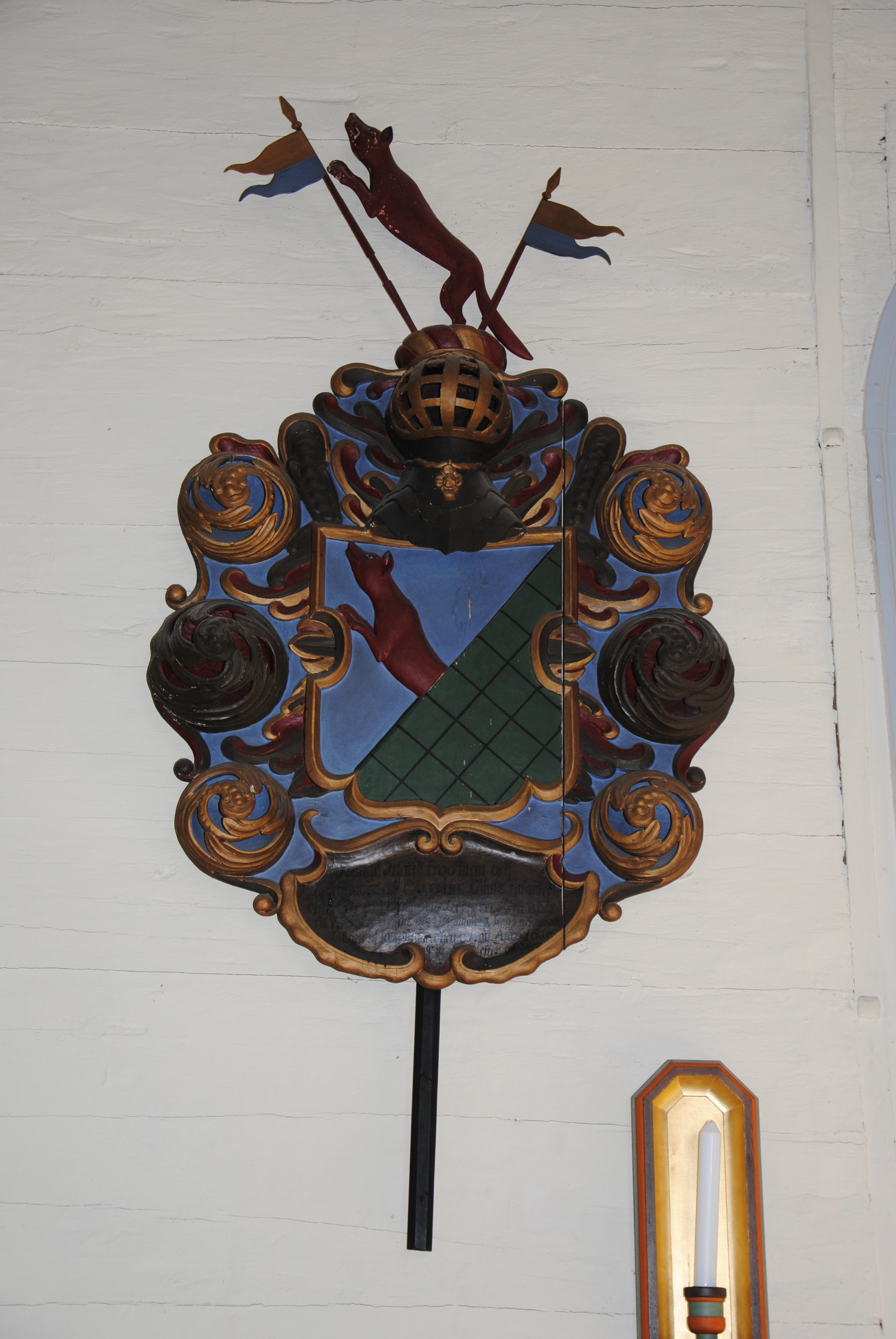
Begravningsvapen

## Orgeln

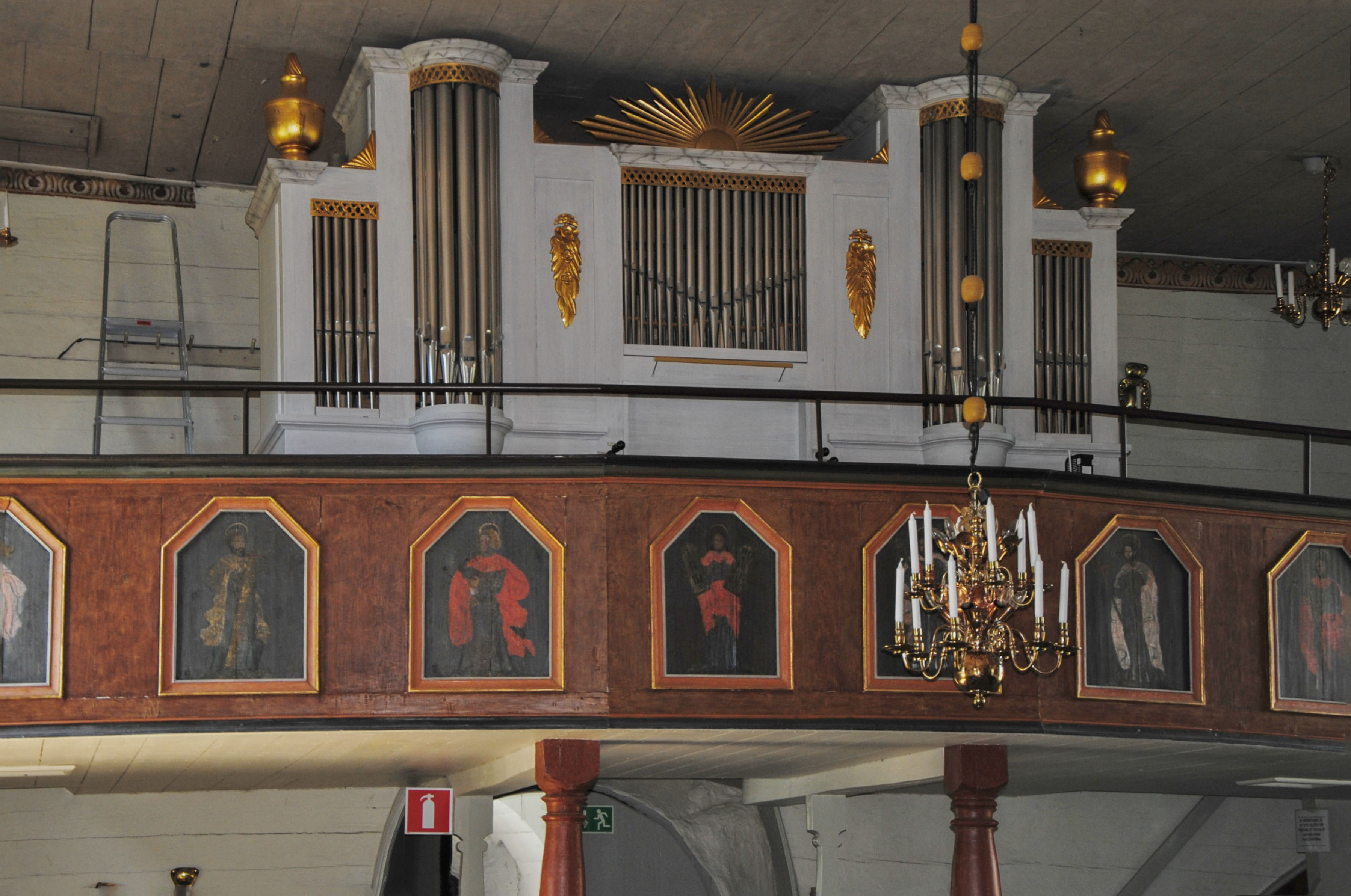
Orgeln med 1825 års rekonstruerade fasad.

- 1825 färdigställdes ett niostämmigt orgelverk av hovrättskommissarien och amatörorgelbyggaren Johan Petter Åberg i Vassmolösa.
- 1867 renoverades orgeln av Johannes Magnusson i Nässja,Lemnhults socken.
- 1907/1911 färdigställdes en ny orgel med pneumatiskt verk av Emil Wirell, Virestad och med elva stämmor, fördelade på två manualer och pedal. Ny fasad ritades av arkitekt Agi Lindegren.
- 1988 rekonstruerades 1825 års orgel utifrån bevarade fragment, en avteckning och analogier. För arbetet med orgelverket svarade Nye Orgelbyggeri och för fasadens rekonstruktion, arkitekt Ulf Oldaeus. Flera prydnadsdetaljer var bevarade och kunde restaureras. Wirells senromantiska orgel avlägsnades.

| Manual             | Pedal      | Koppel       |
| Principal 8´ D     | Subbas 16' | Manual/Pedal |
| Dubbelflöjt 8´ B/D |            |              |
| Fugara 8´          |            |              |
| Principal 4' B/D   |            |              |
| Gedackt 4'         |            |              |
| Quinta 3' B/D      |            |              |
| Octava 2'          |            |              |
| Trumpet 8' B/D     |            |              |